# Seeköpfle
Das Seeköpfle ist ein 1920 m ü. NHN hoher Nebengipfel des Westlichen Wengenkopfs in den Allgäuer Alpen. Es liegt nordwestlich vom Seealpsee. Am Seeköpfle macht der am Schattenberg nach Osten streichende Kamm einen deutlichen Knick nach Nordosten. Nach Norden fällt das Seeköpfle mit steilen Schrofenwänden in das Seealptal ab.

## Besteigung
Auf das Seeköpfle führt kein markierter Weg. Man erreicht es bei der Gratüberschreitung vom Schattenberg zum Zeigersattel bzw. von Osten vom Seealpsee. Beide Anstiege erfordern Trittsicherheit und Bergerfahrung im weglosen Gelände.

## Weblinks

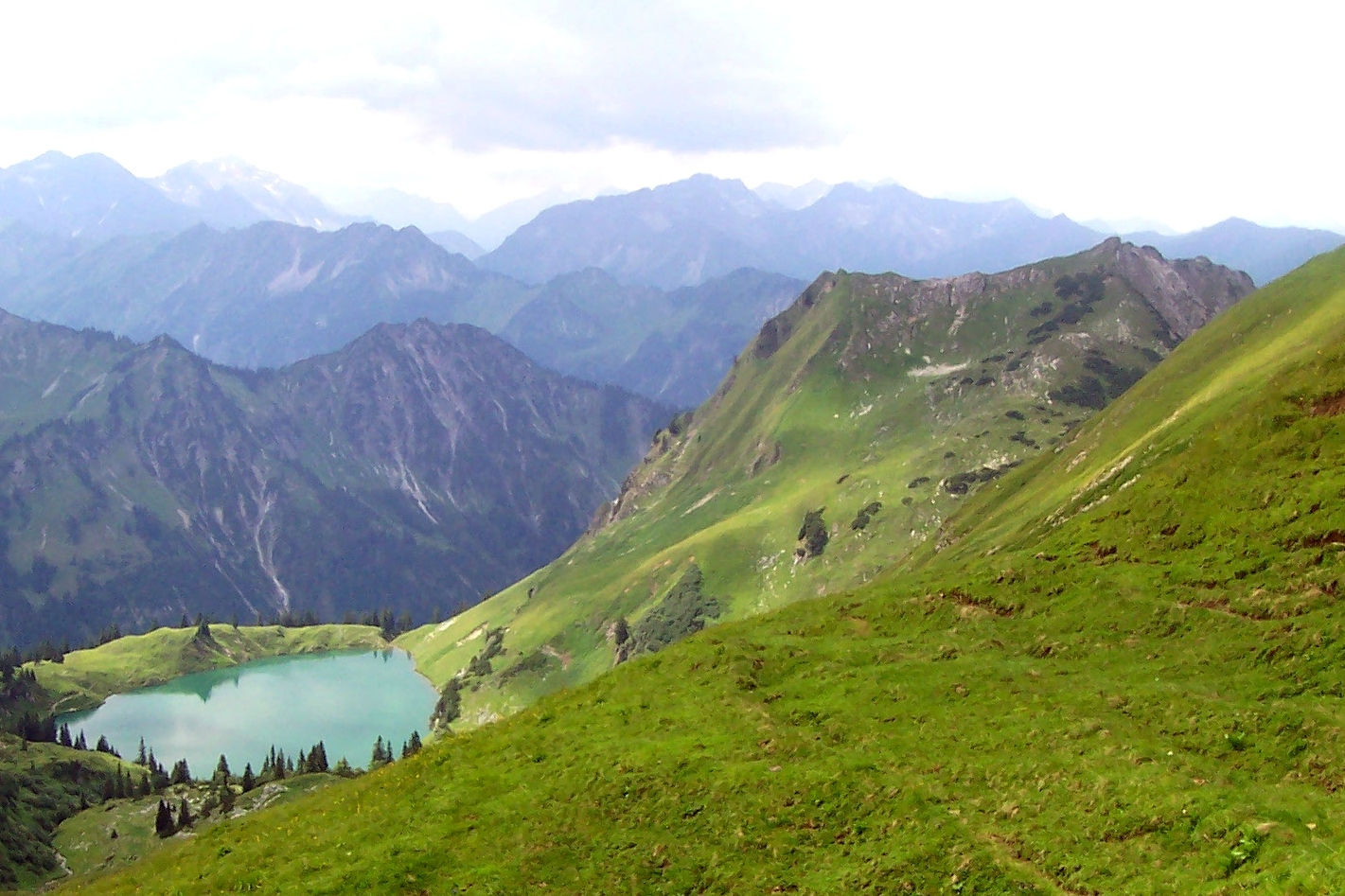
Seealpsee und Seeköpfle

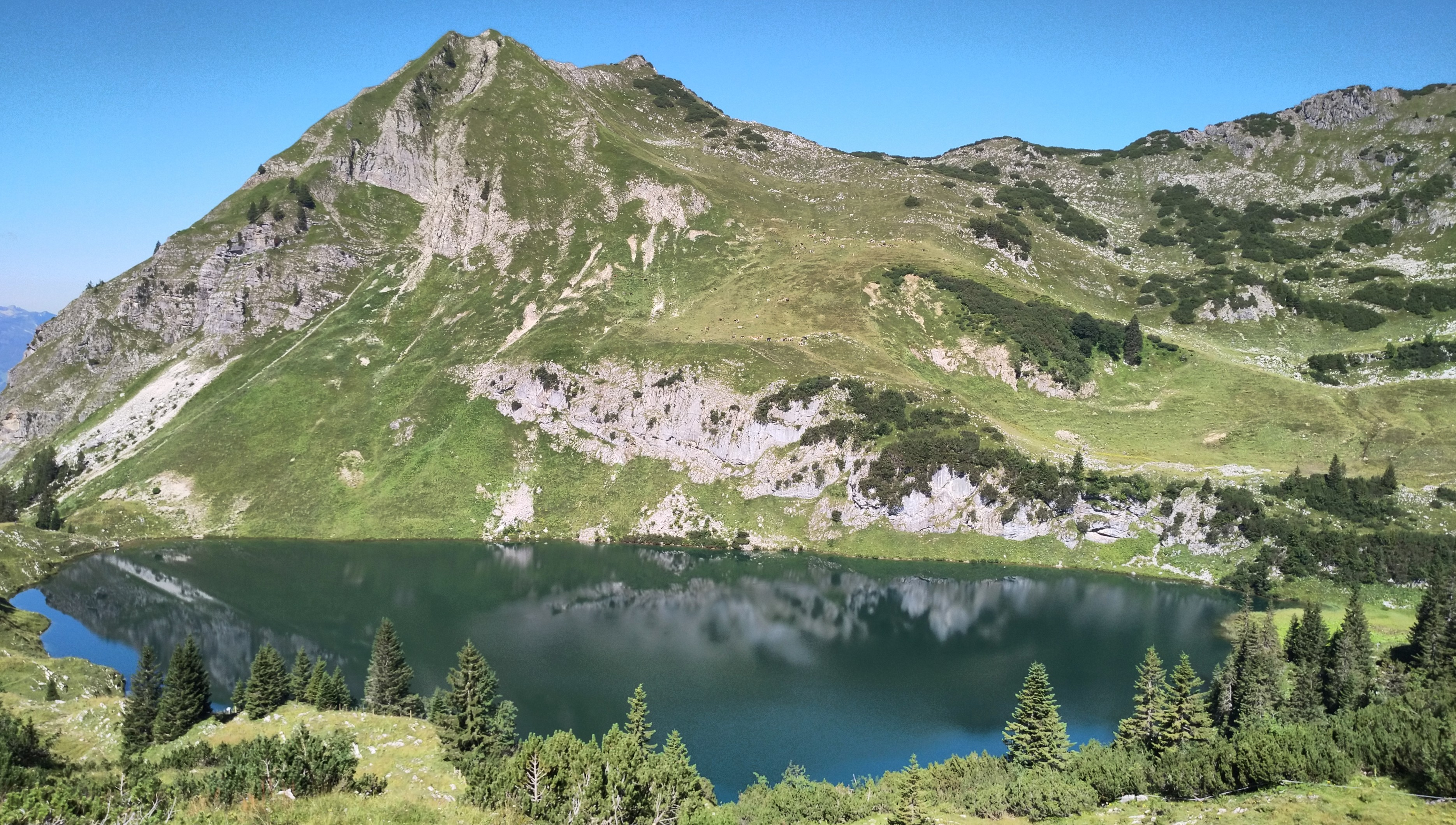
Seeköpfle, Blick über den Seealpsee